# Phạm Trung Mưu
Phạm Trung Mưu (1910–1997), bí danh Huân, là một nhà cách mạng Việt Nam, nguyên Bí thư Tỉnh ủy Quảng Ngãi.

## Thân thế
Phạm Trung Mưu sinh ngày 1 tháng 2 năm 1910 ở làng Xuân Phổ, phủ Tư Nghĩa, tỉnh Quảng Ngãi (nay là thôn Xuân Phổ, xã Nghĩa Kỳ, huyện Tư Nghĩa) trong một gia đình trung nông. Từ nhỏ, ông đã sớm được tiếp xúc với tư tưởng cách mạng theo khuynh hướng vô sản.

## Hoạt động cách mạng
Năm 1925, ông tham gia tổ chức thanh niên yêu nước ở phủ Tư Nghĩa, rồi gia nhập Hội Việt Nam Cách mạng Thanh niên tỉnh Quảng Ngãi. Năm 1930, ông được kết nạp vào Đảng Cộng sản Đông Dương chi bộ Xuân Phổ. Tháng 3 năm 1931, Phủ ủy Tư Nghĩa được thành lập ở làng Ngọc Án do ông làm Bí thư. Ngày 1 tháng 5 năm 1931, hưởng ứng chỉ đạo của Tỉnh ủy Quảng Ngãi, ông cùng Phủ ủy đã tổ chức cuộc biểu tình lớn ở Tư Nghĩa với năm nghìn người tham gia. Thực dân Pháp đàn áp dữ dội khiến mười hai người chết và chín mươi sáu người bị thương, bản thân ông cũng bị bắt giữ và đi đày ở nhà đày Buôn Ma Thuột.
Cuối năm 1936, ông ra tù, trở về Quảng Ngãi móc nối với các Đảng viên, cơ sở cũ để gây dựng lại tổ chức Đảng tại Tư Nghĩa. Trước tình hình mới, Tỉnh ủy Quảng Ngãi được củng cố với Phạm Trung Mưu được cử làm Bí thư Tỉnh ủy. Đồng thời, ông được Xứ ủy Trung Kỳ chỉ định làm Bí thư Liên tỉnh Quảng Ngãi - Bình Định - Phú Yên, phụ trách kết nối phong trào ở các tỉnh Nam Trung Kỳ. Trong thời gian làm Bí thư Tỉnh ủy (1936–1937), ông đã trực tiếp lãnh đạo phong trào dân sinh, dân chủ trong tỉnh, quan trọng nhất là quyết định thành lập Ban đón tiếp Godart. Ngày 3 tháng 1 năm 1937, ba mươi nghìn quần chúng do Trưởng ban Trần Kỳ Phong dẫn đầu đã gửi yêu sách của người dân thuộc địa cho Justin Godart (phái viên của Chính phủ Pháp), gây được tiếng vang lớn. Tháng 7, Hội nghị đại biểu tỉnh Quảng Ngãi đã bầu ra Tỉnh ủy mới do Nguyễn Trí làm Bí thư.
Tháng 9 năm 1939, ông bị bắt sau một cuộc đánh phá lớn của chính quyền thực dân và lần lượt bị giam tại nhà lao Quảng Ngãi, căng an trí Ba Tơ, nhà lao Trà Bồng, căng an trí Di Lăng. Tháng 3 năm 1945, ông ra tù và trở về làng Xuân Phổ quê nhà, tiếp tục liên lạc với tổ chức Đảng, khôi phục lại các cơ sở quần chúng, được phân công làm Bí thư Phủ ủy Tư Nghĩa, Trưởng ban Vận động cứu quốc phủ Tư Nghĩa để chuẩn bị khởi nghĩa.
Ngày 14 tháng 8, Ban lãnh đạo của tỉnh chuyển Xuân Phổ để chỉ đạo khởi nghĩa trong toàn tỉnh. Đêm ngày 14, hưởng ứng mệnh lệnh của Chủ tịch Ủy ban khởi nghĩa tỉnh Trương Quang Giao, một cuộc họp được tổ chức ở làng Xuân Phổ gồm Bùi Định (Phó Bí thư Tỉnh ủy), Phạm Trung Mưu (Bí thư Phủ ủy Tư Nghĩa) và Từ Ty để thống nhất kế hoạch khởi nghĩa. Đến ngày 15 tháng 8, hầu hết các thôn, xã đều thành công giành chính quyền, Tri huyện (Tri phủ?) Tư Nghĩa Cao Hữu Đồng bỏ trốn, người thay thế là Trần Kim Liên đầu hàng. Cùng ngày, quân Nhật từ thị xã tấn công Xuân Phổ, buộc cơ quan chỉ đạo khởi nghĩa của tỉnh và phủ phải di chuyển sang nơi khác. Sau nhiều cuộc giao tranh, chiều ngày 16 tháng 8, đơn vị lính Nhật cuối cùng đóng ở đồn Thương Chánh (Cổ Lũy) đầu hàng, Tư Nghĩa thành công giành chính quyền.

## Hoạt động chính quyền
Ủy ban nhân dân cách mạng lâm thời phủ Tư Nghĩa được thành lập do Từ Ty làm Chủ tịch, Phạm Trung Mưu làm Phó Chủ tịch, ra mặt quần chúng ở Sân vận động (quảng trường) La Hà. Qua một thời gian, ông được cử làm Chủ nhiệm Mặt trận Việt Minh huyện Tư Nghĩa. Tháng 11 năm 1946, ông được cử làm Bí thư Huyện ủy Tư Nghĩa. Trong thời gian trước khi quân Pháp đánh ra Quảng Ngãi (tháng 1 năm 1947), ông cùng các cán bộ đã chỉ đạo việc khôi phục sản xuất, trị an, gây dựng lực lượng để chuẩn bị sẵn sàng chiến đấu.
Tháng 11 năm 1947, ông được bổ sung vào Tỉnh ủy Quảng Ngãi, đảm nhận nhiệm vụ Trưởng ban Dân vận Tỉnh ủy, kiêm Đặc phái viên của Liên khu ủy V. Tháng 11 năm 1951, ông được điều động làm Ủy viên Ban Tổ chức Tỉnh ủy Quảng Ngãi để củng cố lại hệ thống tổ chức cán bộ, trong bối cảnh quân Pháp chiếm đảo Lý Sơn, uy hiếp vùng tự do Quảng Ngãi (gồm các huyện Nghĩa Hành, Trà Bồng, Sơn Hà, Minh Long, Ba Tơ). Tháng 3 năm 1952, ông được bầu làm Chủ tịch Ủy ban Kháng chiến hành chính huyện Tư Nghĩa. Tháng 11 năm 1953, là Hội thẩm nhân dân Tòa án tỉnh Quảng Ngãi.
Năm 1955, ông tập kết ra Bắc, ban đầu công tác ở Ban Đón tiếp Việt kiều (Bộ Nội vụ). Do tình hình thay đổi, Ban Đón tiếp Việt kiều sớm bị giải tán, ông tiếp tục ở lại Bộ Nội vụ và đi học bổ túc văn hóa và chuyên môn nghiệp vụ (từ tháng 1 năm 1959). Tháng 8 năm 1960, ông được bổ nhiệm làm Phó phòng Tuyển cử, Địa giới thuộc Bộ Nội vụ.
Năm 1969, ông nghỉ hưu và sống ở huyện Từ Liêm (Hà Nội). Năm 1979, sau thống nhất, ông cùng gia đình trở về quê hương và mất vào năm 1997. Gia đình ông hiện tại đang sống ở Thủ Đức, Thành phố Hồ Chí Minh.

## Vinh danh
- Huân chương Hồ Chí Minh
- Huân chương Độc lập hạng Nhất
- Huân chương Kháng chiến hạng Nhất
- Huy hiệu 60 năm tuổi Đảng

Tên của ông được đặt cho một con đường ở thị trấn La Hà (Tư Nghĩa, Quảng Ngãi).